# Ніклаус Мануель
Ніклаус Мануель Дойч (нім. Niklaus Manuel, бл. 1484 — 28 квітня 1530) з Берна — швейцарський художник, письменник, найманець і політик-реформатор.

## Життєпис
Ніклаус, найімовірніше, був сином Емануеля Алемана (або Аллемана), фармацевта, чий батько емігрував з Чієрі в П'ємонті, та його дружини Маргарети Фрікер (або Фрікарт), позашлюбної дочки бернського міського писаря Тюрінга Фрікера. Він використовував «Мануель», ім'я свого батька, як прізвище, а «Дойч», німецький еквівалент прізвища Алеман, як додаткове ім'я, підписуючи свої роботи ініціалами NMD.
Вперше він згадується в 1509 році, коли одружився з Катаріною Фрішінг, дочкою Ганса Фрішинга, колишнього бернського міського урядника та члена міської ради (Kleiner Rat). Ніклаус Мануель і Катаріна Фрішінг мали шістьох дітей. Двоє з них, Ганс Рудольф Мануель Дойч (1525—1571) і Ніклаус Мануель Дойч молодший (1528—1588), також були художниками. Ніклаус Мануель вважається засновником патриціанської родини Мануель у Берні. З 1510 року Ніклаус Мануель був членом міської ради (Grosser Rat). Вперше він згадується як художник, який працював на місто, у 1513 році. Окрім Гольбейна, він є головним представником ренесансного живопису в Швейцарії.
У 1514 році він придбав будинок за адресою Герехтіґкайтсґассе 72, який залишався у власності родини Мануель до XVII століття. У 1516 році він вступив на службу найманцем як секретар Альбрехта фон Штайна, беручи участь у французькій кампанії під час війни Камбрейської ліги. Його знаменита «Танцююча смерть» на стіні домініканського абатства в Берні була розпочата в 1516 або 1517 році; ця робота була знищена в 1660 році, але копія 1649 року, виконана Альбрехтом Каувом, збереглася. Останні підписані роботи Ніклауса Мануеля датуються приблизно 1520 роком, після чого він присвятив себе літературній творчості. Як свій знак він використовував малюнок швейцарського короткого меча (дагена) разом з ініціалами NMD; швейцарський деген також з'являється на його літературних рукописах, а schwitzerdegen фігурує як псевдонім автора в деяких його друкованих роботах.
У 1522 році він знову вступив на службу до Альбрехта фон Штайна в кампанії в Ломбардії та був поранений під Новарою. 27 квітня він  брав участь у битві при Бікокці. Він написав сатиричну пісню проти німецьких ландскнехтів, які у цій битві перемогли швейцарських найманців.
Після кампанії 1522 року він також різко критикував Святий Престол, зокрема покійного Папу Лева X та його мілітаристську політику в Італійських війнах. У наступні роки він був рішучим прихильником Швейцарської Реформації та другом Ульріха Цвінглі, який, як і він, брав участь у поході в Італії та розчарувався у воєнних заходах Папи Римського в Італійських війнах. Разом із Берхтольдом Галлером, священиком церкви Святого Вінсента Мюнстера, він агітував за реформацію в Берні. Він написав дві антикатолицькі (антипапські) карнавальні п'єси, або Fasnachtsspiele, які були поставлені в 1522 році. П'єси були дуже популярними і, як кажуть, зробили більше для прийняття Реформації в Берні, ніж проповіді Галлера. Ці дві п'єси були надруковані вже в 1524 році, а потім знову в 1540 році. Видання 1540 року стало основою для перевидання, опублікованого в 1836 році.
У 1523 році йому було надано посаду бернського старости Ерлаха, Ешалленса та Нідау. У 1526 році його було направлено представником Берна до швейцарського тагзатцунга. З квітня 1528 року до своєї смерті він був членом міської ради (Kleiner Rat).

## Художні твори

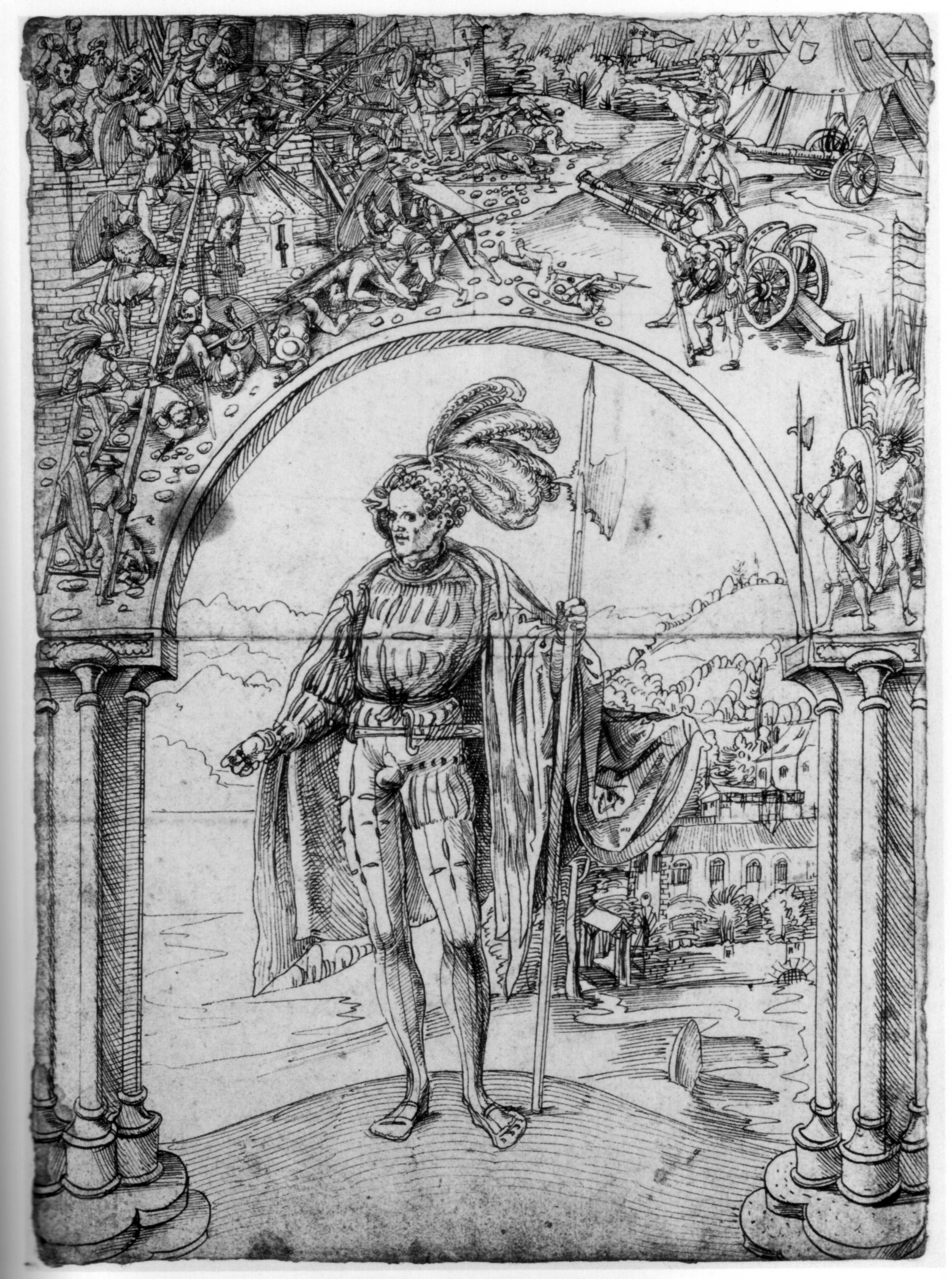
Швейцарський найманець зі сценою штурму Кастеллаццо (1513/4)
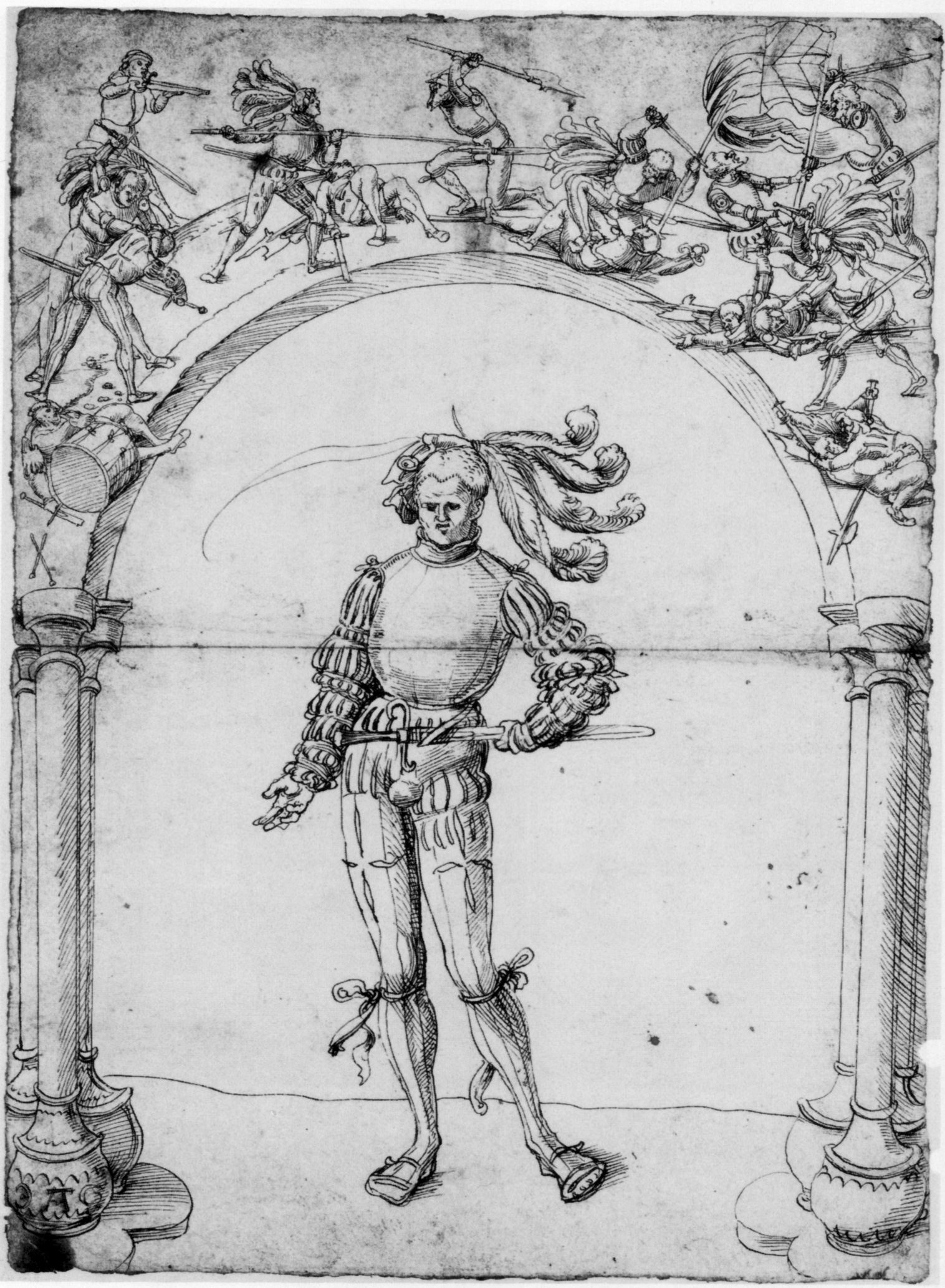
Швейцарський найманець (1513/4)
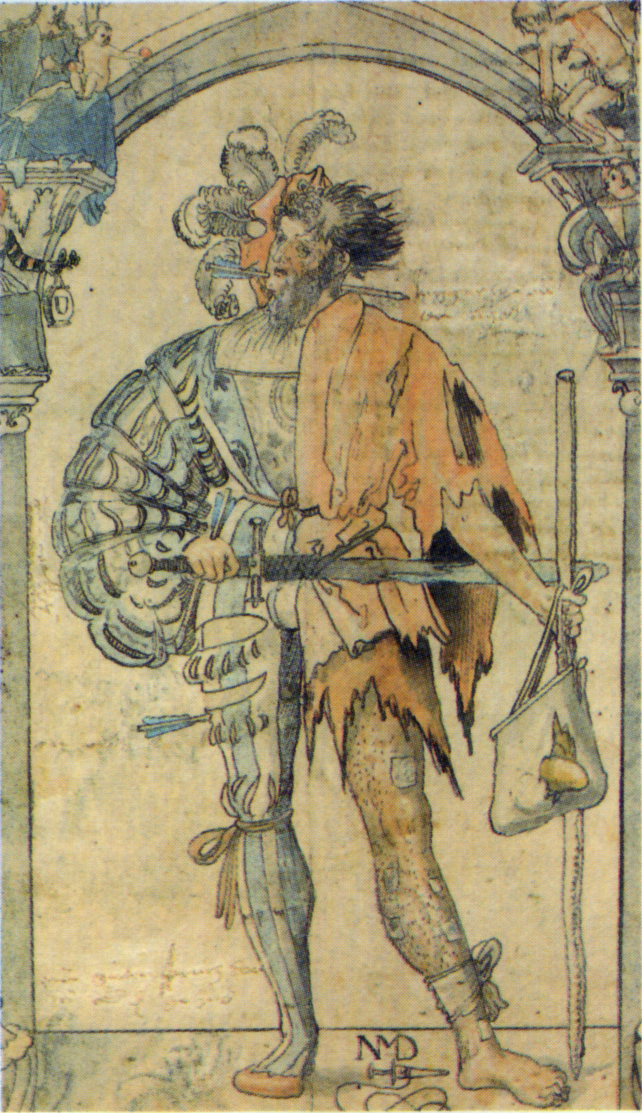
Алегорія на службу найманців
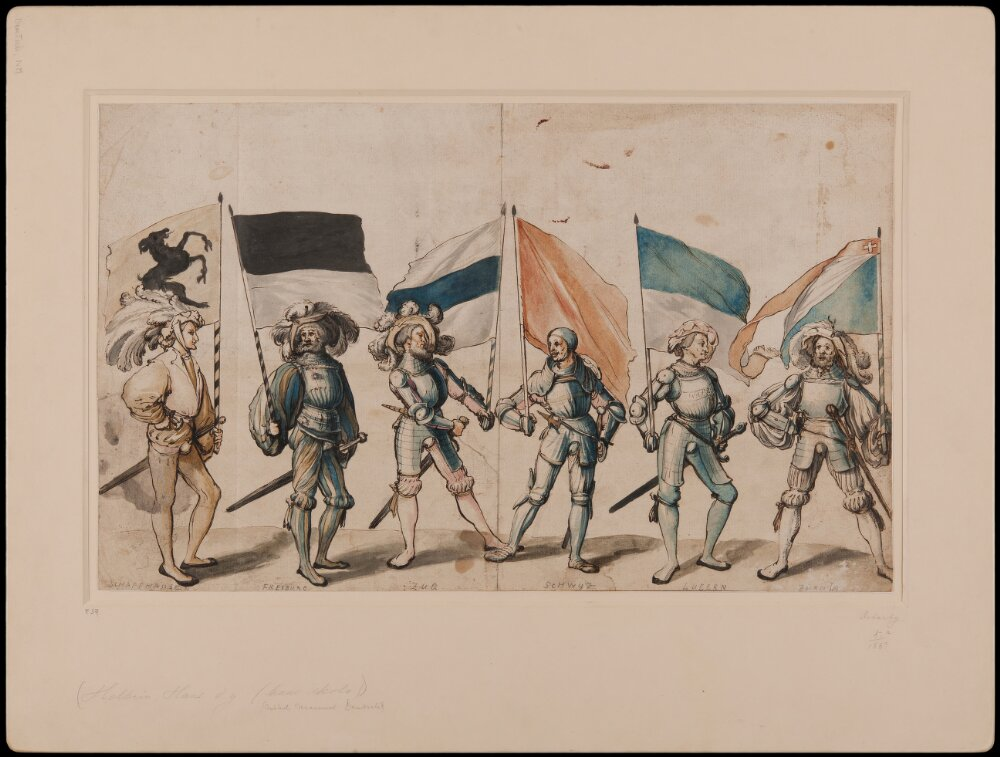
Швейцарська піхота
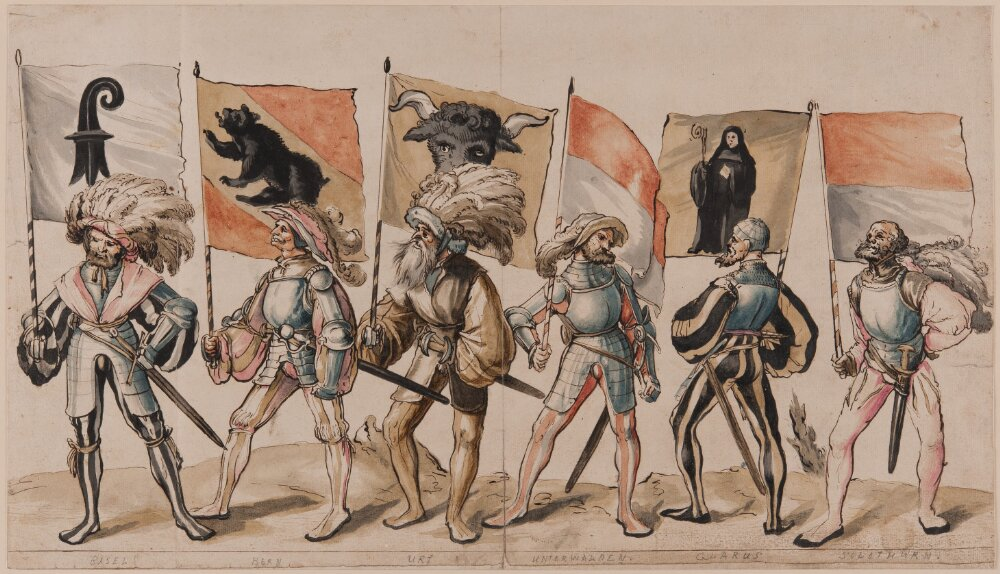
Швейцарська піхота
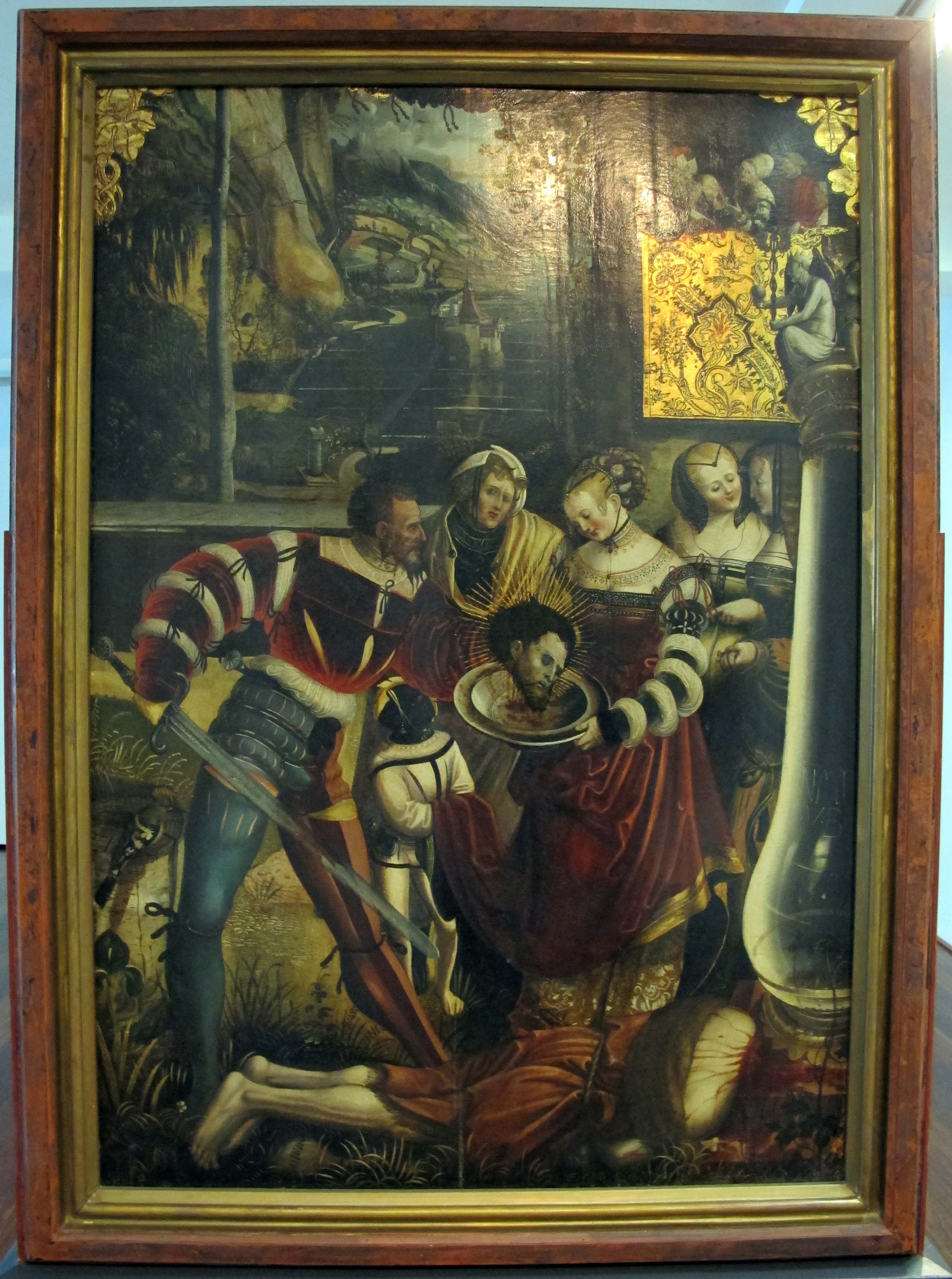
Усікновення голови Івана Хрестителя (1513/4)
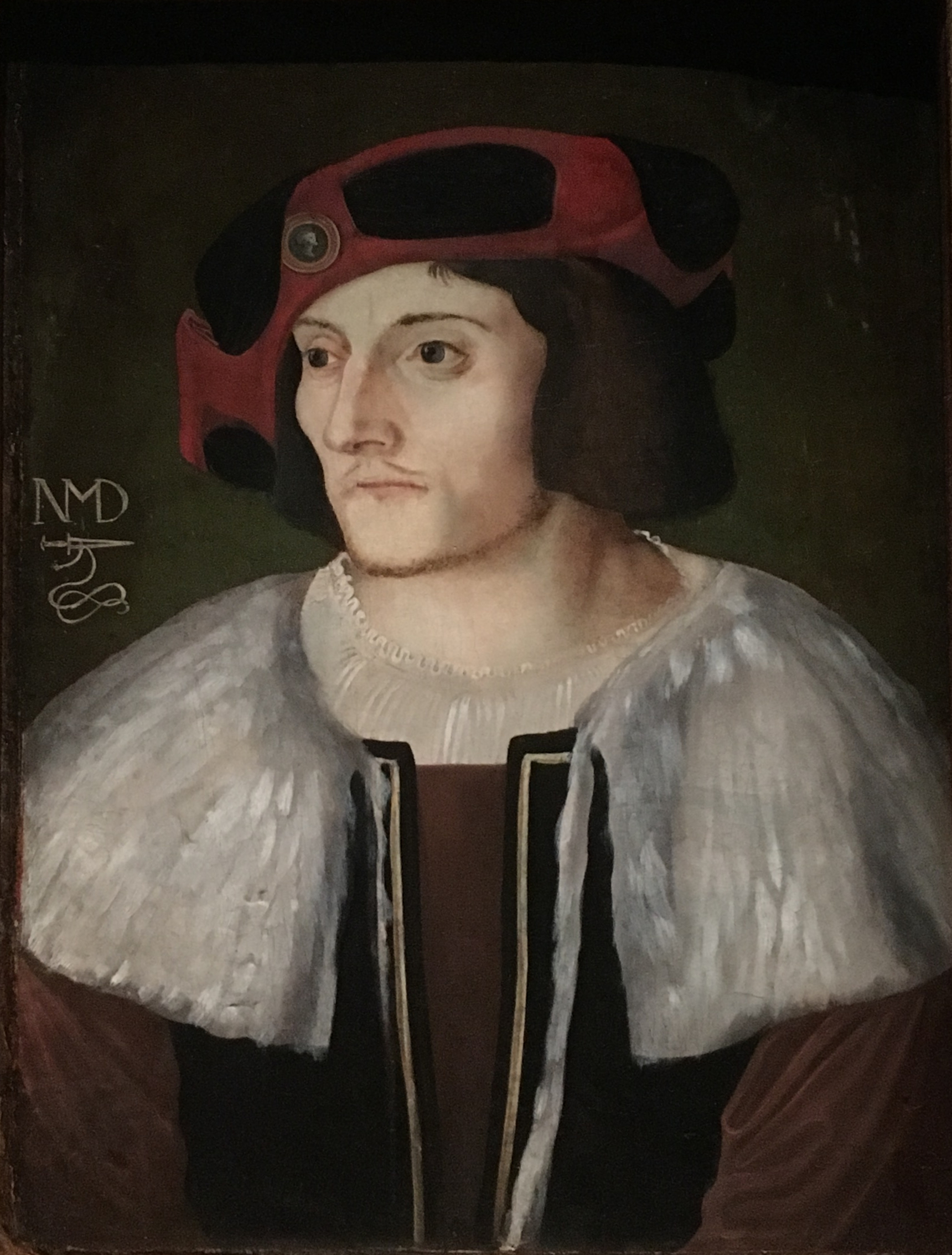
Автопортрет (бл. 1515)
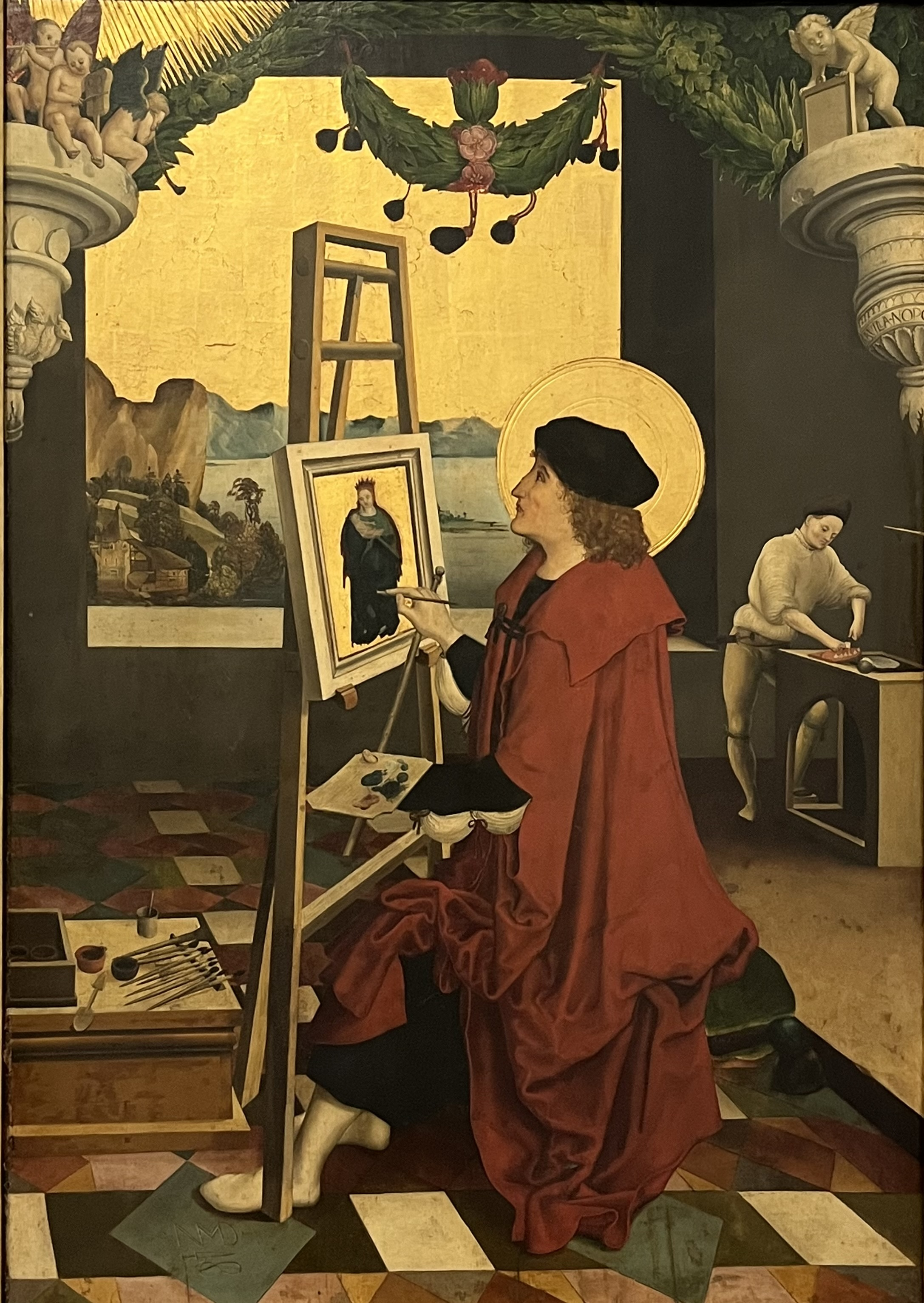
Святий Лука малює Діву Марію
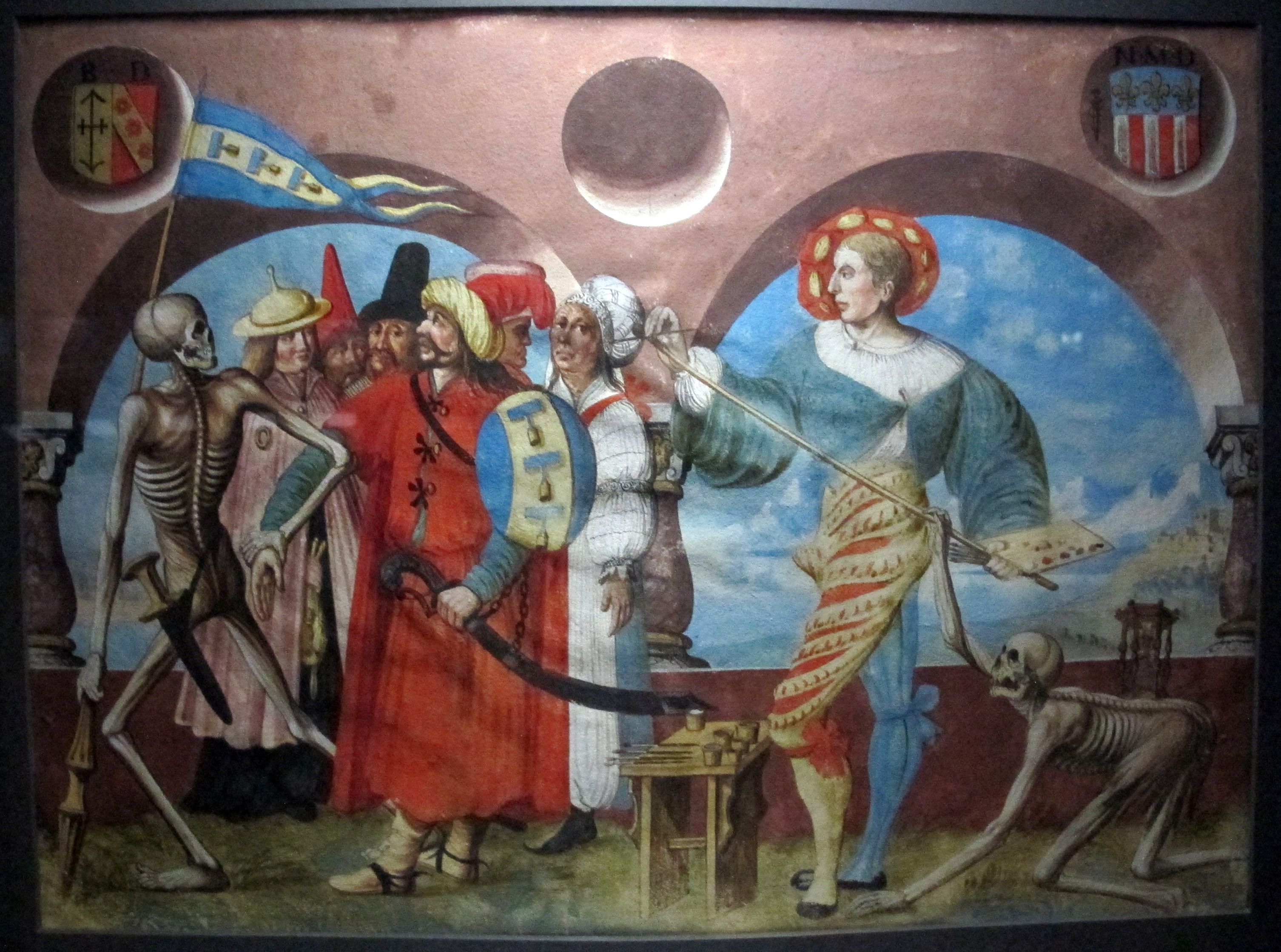
Копія автопортрета Ніклауса Мануеля 1649 року у втраченому «Танцю макабри» Домініканського цвинтаря в Берні (1516/7)
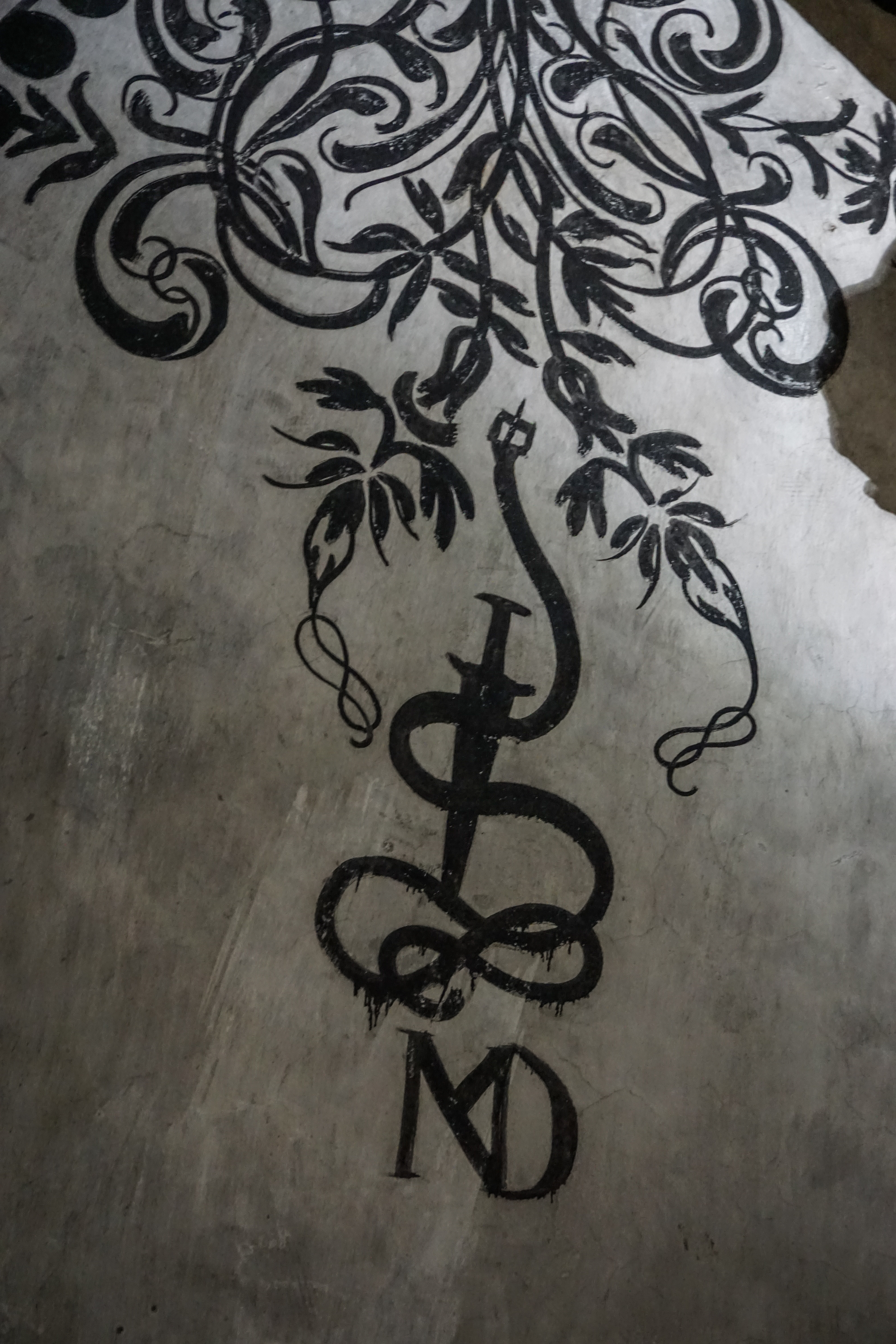
Ініціали NMD зі швейцарським дагеном, підпис його орнаментального розпису стелі хору в Бернському соборі (1516/7)
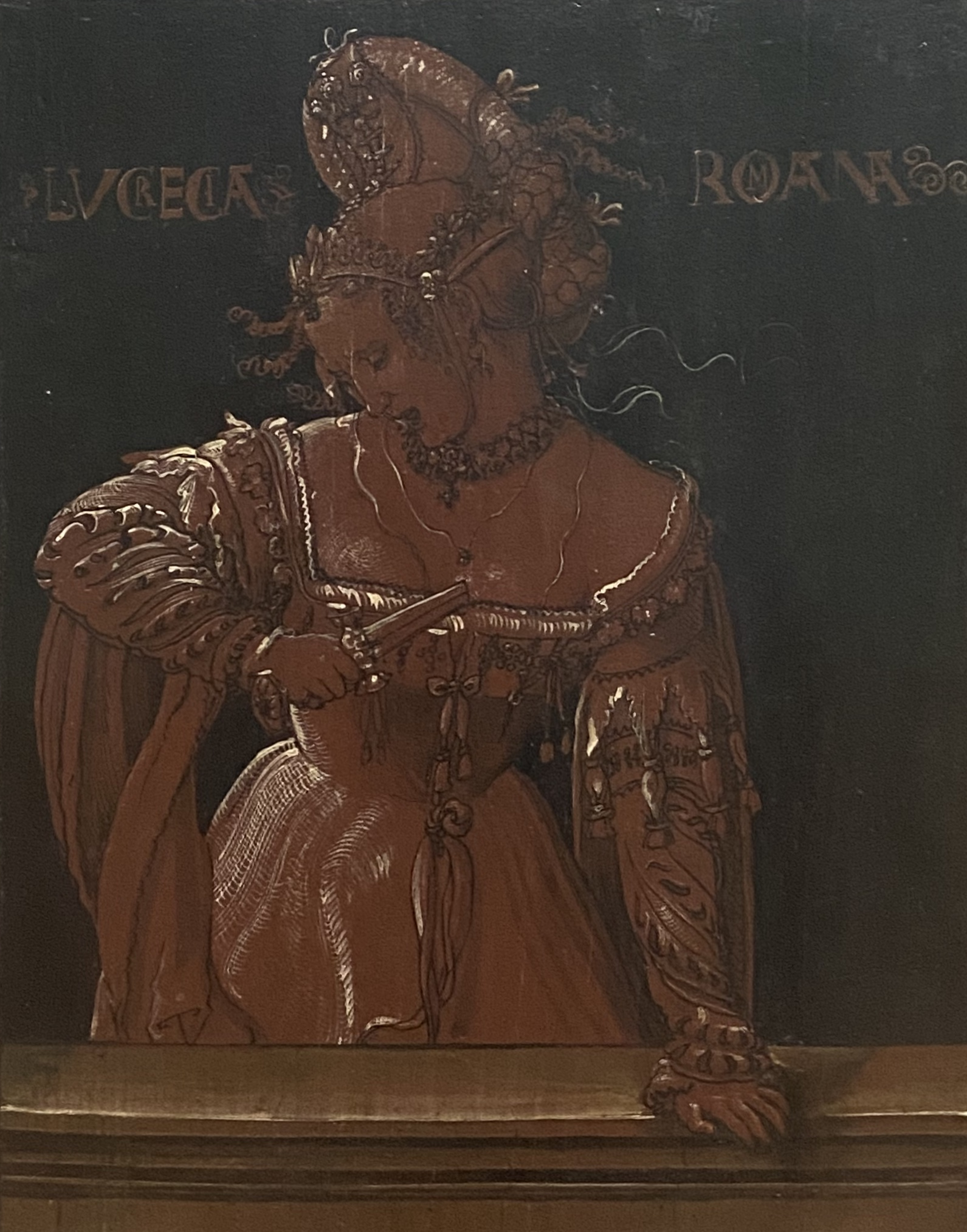
Лукреція (1517)
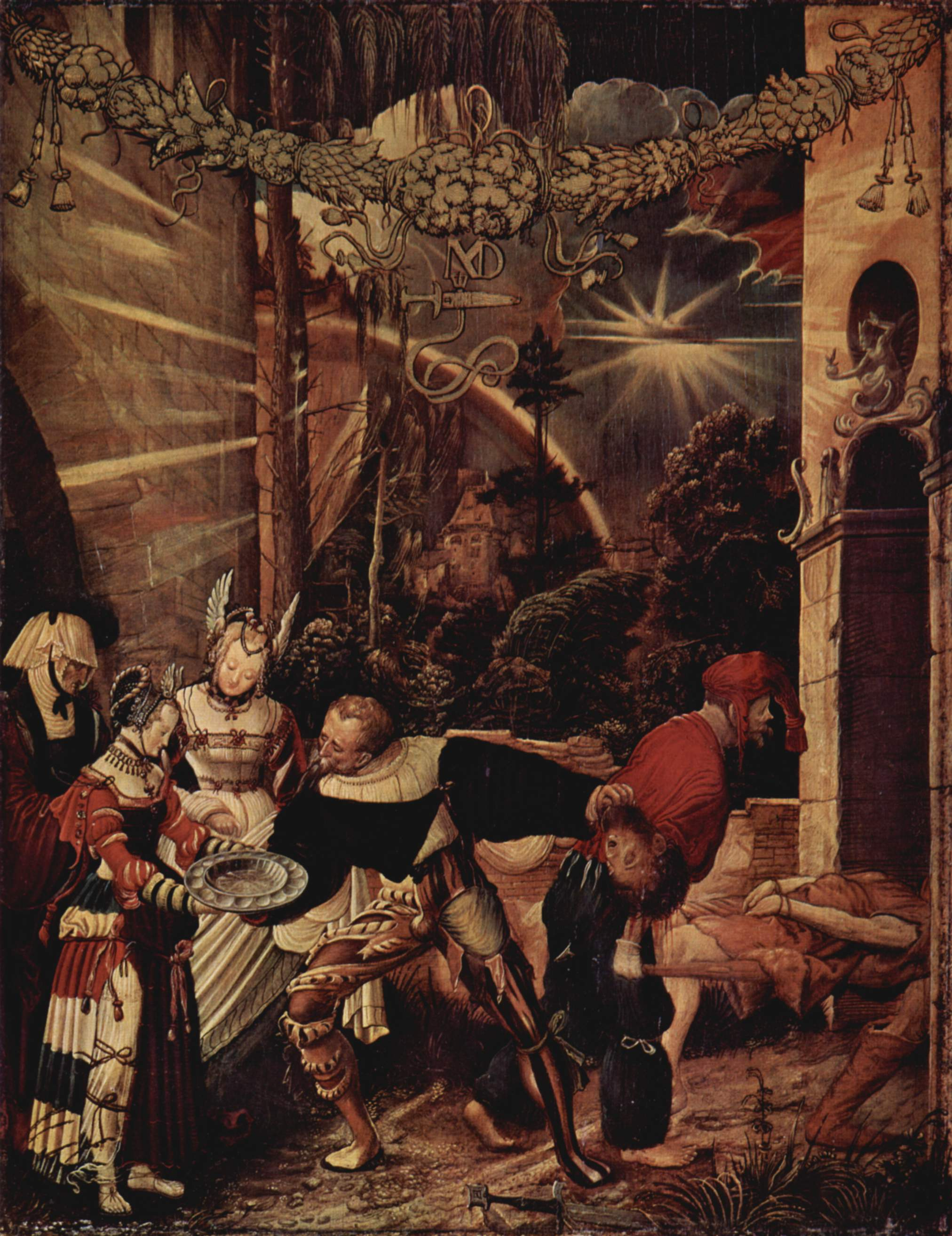
Усікновення голови Івана Хрестителя (1517)
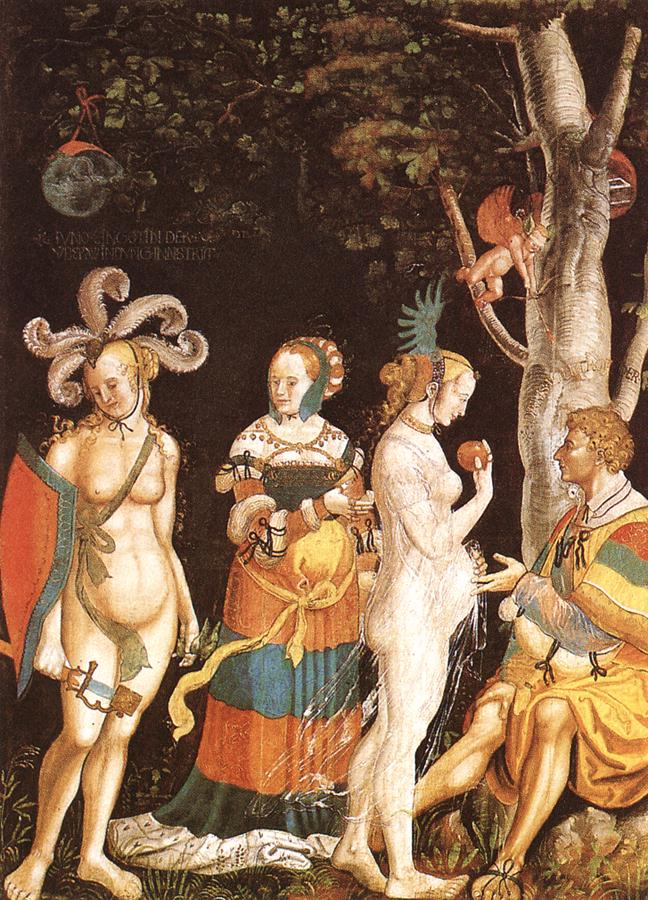
Парісів суд (1517/8)
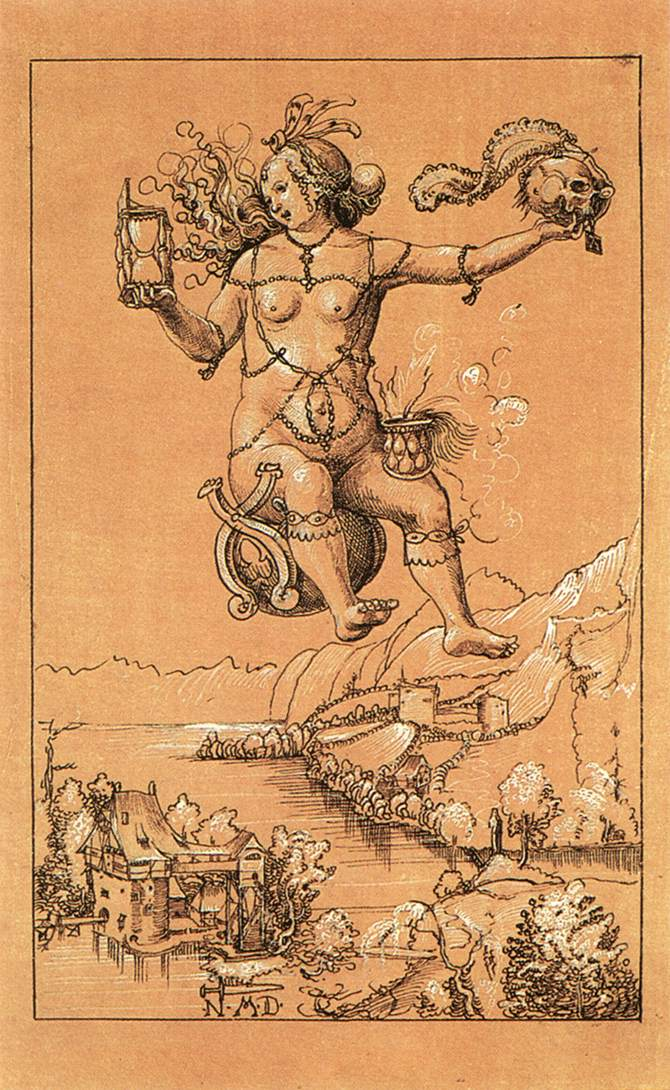
Алегорія смерті (малюнок)
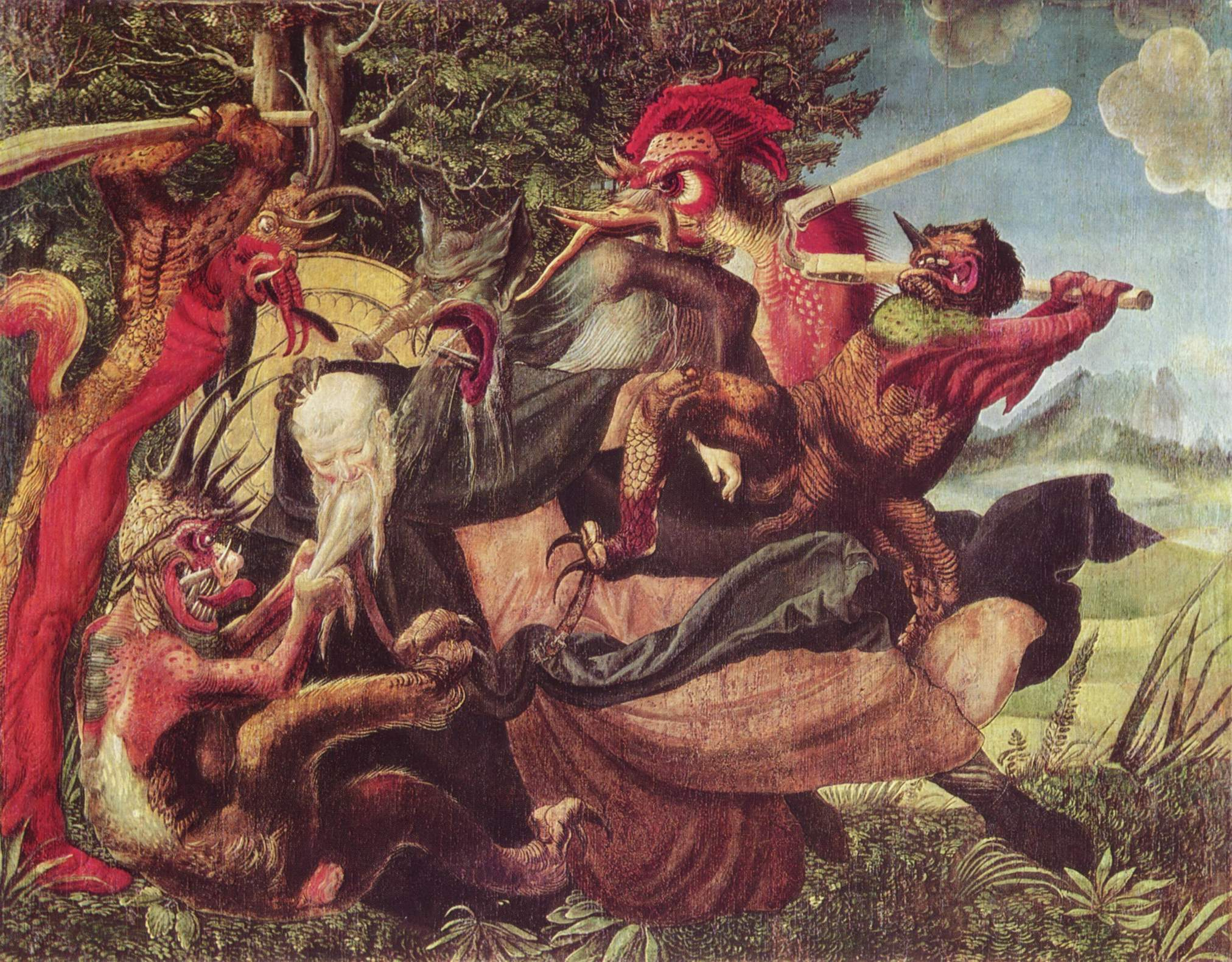
Демони мучать Антонія (1520)
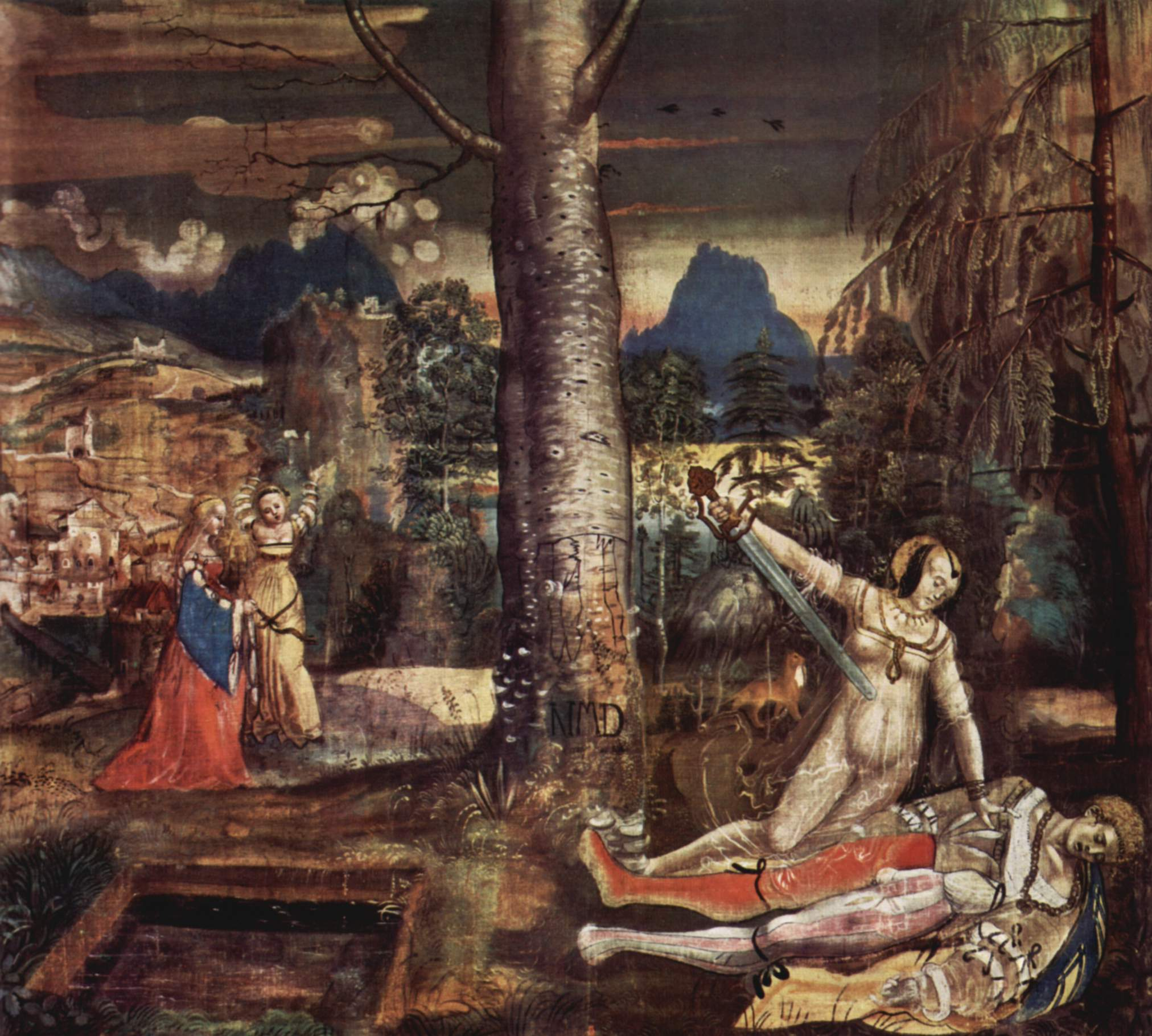
Пірам і Фісба
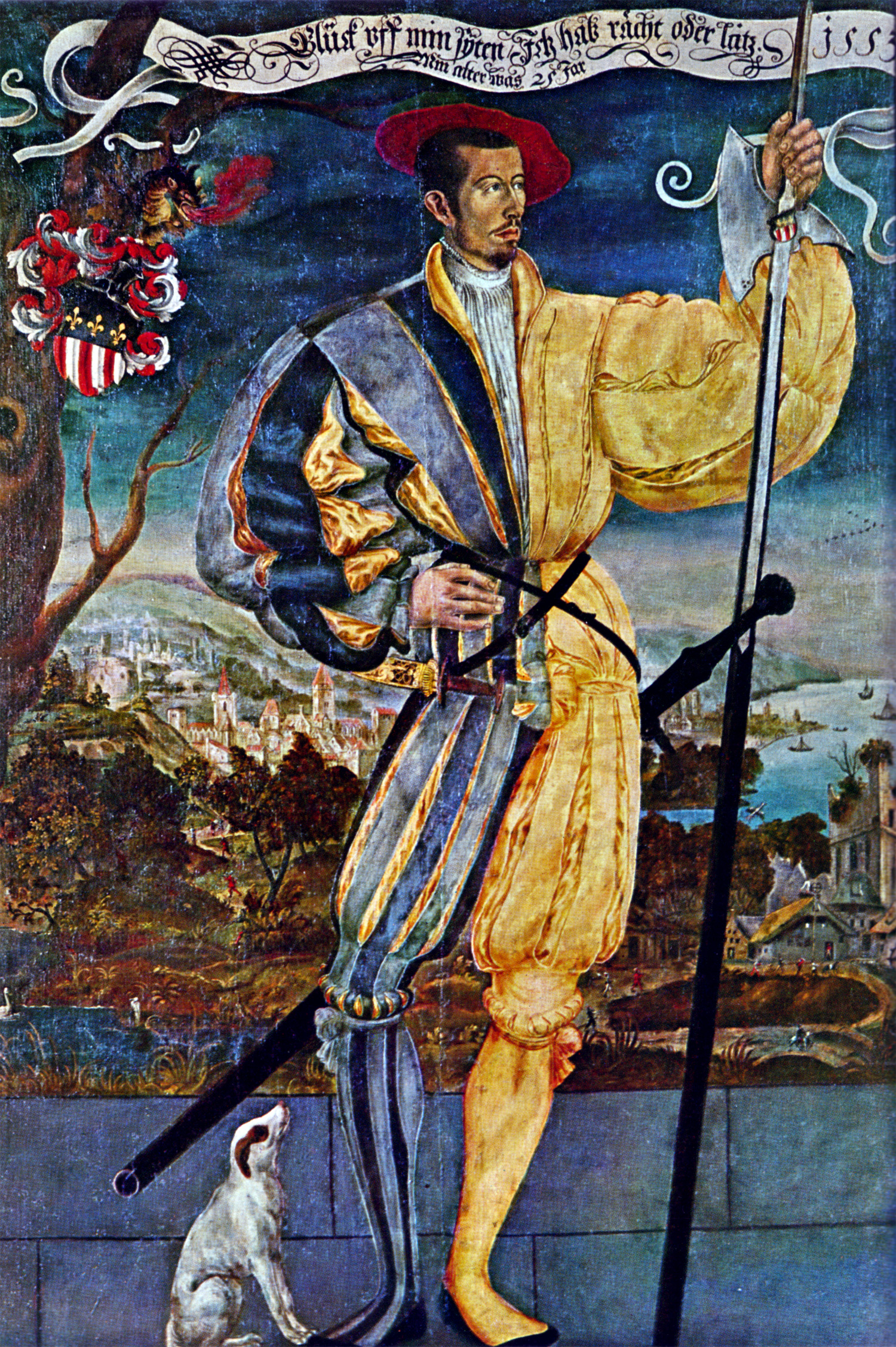
Портрет Ніклауса Мануеля Дойча Молодшого (1553)

## Літературні твори

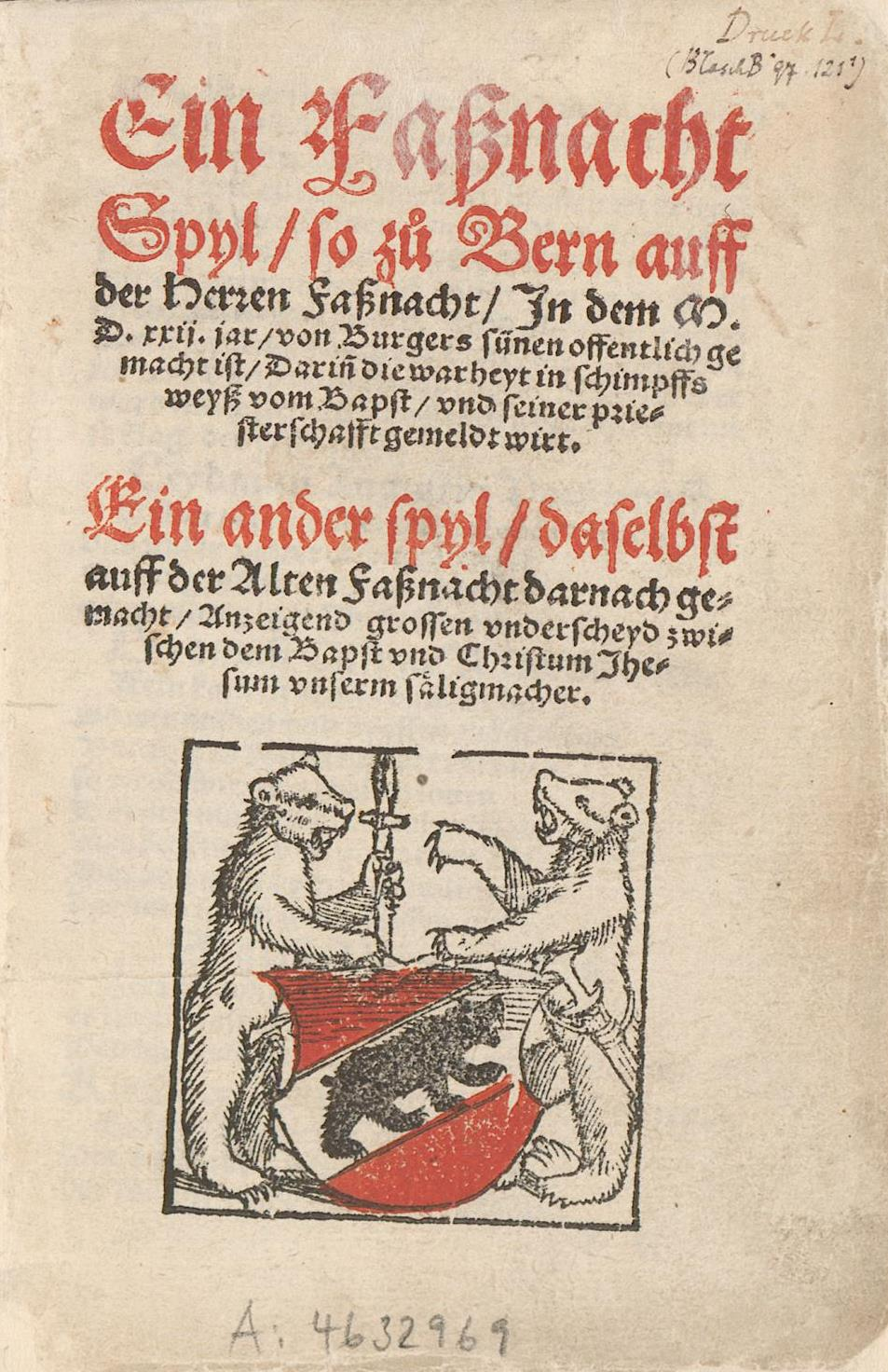
Обкладинка раннього видання п'єс vom Babst und seiner priesterschafft і Underscheyd zwischen dem Bapst und Christum Jhesum

- ?1510, з Томасом Мурнером, Ein schon bewerts lied von der reynen unbefleckten entpfengnüß Marie («Пісня про Непорочне Зачаття»)[9]
- 1522, «Ein Traum» (вірш про катастрофічну участь Святого Престолу (нещодавно померлого «папи-воїна» Лева X) в Італійських війнах)
- 1522?, Nüw lied vnd verantwortung deß Sturms halb beschähn zu Pigogga («Нова пісня та розповідь про напад на Біккока», надрукована після 1525 р.)
- 1522, Underscheyd zwischen dem Bapst und Christum Jhesum (драма «Різниця між Папою та Ісусом Христом»)
- 1522/3, vom Babst und seiner priesterschafft (драма «Про Папу та його духовенство»)
- 1523, Die Totenfresser («Пожирачі мертвих»)[10]
- 1525, Der Ablaßkrämer (драма, «Продавець індульгенцій»)
- 1526, Дас Барбелі (драматичний діалог, проти монастирського життя)
- 1526, Fabers und Eggen Badenfahrt (діалог «Фабер і Ек на конференції в Бадені»)[11]
- 1528, Krankheit und Testament der Messe (сатира, «Хвороба і заповіт святої меси»)[12]

П'єса Elsli Tragdenknaben (von dem Elszlin trag den knaben und von Uly Rechenzan, mit irem eelichen Gerichtshandel), надрукована в 1530 році, приписується Ніклаусу Мануелю, але це приписування, ймовірно, фальшиве.